# Oskar Löwenstein (Ingenieur)
Oskar Löwenstein (auch Loewenstein; geboren am 10. Oktober 1897 in Weleschin, Böhmen; gestorben am 1. Juli 1943 in Prag-Pankratz) war ein tschechischer Ingenieur aus jüdischer Familie. Ihm gelang eine Erfindung zum plastischen Film (3D-Film). Er wurde von einem deutschen Sondergericht wegen Passfälschung zum Tode verurteilt und hingerichtet.

## Lebensweg
Oskar Löwenstein wurde als Sohn eines Arztes geboren. Seine Familie war jüdisch. Schon bald nach Löwensteins Geburt zog seine Familie nach Dux. Löwenstein besuchte das Gymnasium im nahe gelegenen Teplitz-Schönau. Nach dem Abitur meldete Löwenstein sich freiwillig zur österreich-ungarischen Armee und kämpfte im Ersten Weltkrieg an der russischen und italienischen Front. Er wurde mit der „Großen Silbernen Tapferkeitsmedaille“ und dem Karl-Truppenkreuz ausgezeichnet und nach dem Krieg im Rang eines Leutnants aus der Armee entlassen. Nach dem Ersten Weltkrieg studierte Oskar Löwenstein Ingenieurwissenschaften an der Deutschen Technischen Hochschule in Prag. Sein Studium schloss er 1922 mit dem Diplom ab.
Löwensteins beruflicher Werdegang lässt sich nicht mehr genau rekonstruieren. Er spezialisierte sich offenbar auf Kinematographie, das heißt, auf die Entwicklung von Vorführgeräten (Projektoren) und dergleichen für die noch relativ junge Film- und Kino-Branche. Er arbeitete nach dem Studium, ab 1922, bei verschiedenen Firmen, die Filmvorführgeräte herstellten. Ende 1931 war Löwenstein Generalvertreter für die Firma Kinoton in der Tschechoslowakei. Zuletzt war Löwenstein für die Firma Eugen Bauer in Stuttgart („Kino-Bauer“) tätig, ein auf diesem Gebiet führendes Unternehmen, das er in der Tschechoslowakei vertrat.
Löwenstein entwickelte ein Verfahren zur Aufführung „plastischer Filme“ (3D-Film). Dabei kam eine Brille zum Einsatz, die die Filmbilder so auf die beiden Augen ihres Trägers ausspielte, dass ein räumlicher Bildendruck entstand (Stereoskopie). Dieses Prinzip war bereits seit Jahren bekannt; die Besonderheit des Löwenstein’schen Verfahrens bestand wohl nur in der von ihm vorgeschlagenen Steuerung der Spezialbrille: Diese sollte ihre Impulse vom jeweils abgespielten Film über den Projektor erhalten. Die von Löwenstein vorgeschlagene Abtastung des Filmbandes hätte gegenüber einer elektrischen Schaltung den Vorteil gehabt, dass die für das rechte und für das linke Auge bestimmten Bilder auch dann noch synchron vorgeführt werden konnte, wenn eine ungerade Zahl von Bildern (Frames) aus dem Film entfernt wird.
Nachdem Oskar Löwensteins erste Ehefrau durch Suizid gestorben war, heiratete er die am 24. Juli 1898 geborene Valeska Löwenstein. Das Ehepaar bekam am 3. April 1933 einen Sohn, Jan. Oskar und Valeska Löwenstein lebten seit Ende der 1930er Jahre getrennt voneinander; der Sohn Jan blieb bei seiner Mutter.
Am 16. März 1939, nach der Zerschlagung der Tschechoslowakei durch das Deutsche Reich, wurde auf ihrem Gebiet das Protektorat Böhmen und Mähren errichtet und dort neben der vorhandenen tschechischen eine deutsche Gerichtsbarkeit eingerichtet.
Im Jahr 1939 nahm Oskar Löwenstein bei der Sprachlehrerin Marcelle Yung (geb. am 21. Juli 1905 in Lausanne) Französisch-Unterricht. Die Schweizerin Yung lebte seit Mitte der 1930er Jahre in der Tschechoslowakei, wo sie zunächst als Erzieherin in Prag, Aussig und Karlsbad tätig war, bevor sie sich im Jahr 1938 als Sprachlehrerin in Prag niederließ. Aus dem Lehrverhältnis zwischen Yung und Löwenstein entwickelte sich bald eine Liebesbeziehung.
Ende 1942 verlor Löwenstein seine Anstellung; er wurde aufgrund seiner jüdischen Herkunft entlassen.
Oskar Löwensteins Frau Valeska und sein Sohn Jan wurden am 8. September 1942 aus Prag in das KZ Theresienstadt deportiert. Nach gut zwei Jahren in Theresienstadt wurden Valeska und Jan Löwenstein am 9. Oktober 1944 in das KZ Auschwitz deportiert und dort am 12. Oktober 1944 ermordet. Wie aus Gerichtsakten hervorgeht, wusste Oskar Löwenstein, dass seine Frau und sein Sohn Anfang September 1942 nach Theresienstadt deportiert worden waren. Er konnte daraus schließen, dass auch ihm baldige Deportation droht. Seine Freundin Marcelle Yung besaß als Schweizer Staatsbürgerin einen Pass sowie den so genannten „Heimatschein“ ihres Herkunftslandes. Das Paar kam überein, Yungs Pass durch Austausch des Passbildes und Abänderung des Vornamens von Marcelle zu Marcel so zu verfälschen, dass Löwenstein damit in die Schweiz ausreisen und so seiner Deportation entgehen kann. Beim deutschen Grenzpolizei-Kommissariat in Singen (Hohentwiel) wurde festgestellt, dass Löwensteins Pass kein Einreisevisum für die Schweiz enthielt. Bei genauerer Überprüfung des Passes wurde dieser als gefälscht erkannt. Oskar Löwenstein wurde verhaftet und nach Prag ins Gefängnis gebracht.
Knapp zwei Monate nach dem misslungenen Fluchtversuch wurden Löwenstein und seine Freundin Marcelle Yung vor das Sondergericht Prag gestellt. Am 27. Januar 1943 verurteilte die III. Kammer dieses deutschen Sondergerichts Oskar Löwenstein in öffentlicher Sitzung zum Tode und Marcelle Yung zu Zwangsarbeit. Diese III. Kammer bestand aus:
- Landgerichtsdirektor  Kurt Bellmann als Vorsitzer,
- Landgerichtsrat Heinrich Hallbauer und Amtsgerichtsrat  Bruno Höhne als Beisitzer,
- Staatsanwalt  Karl Pörtl als Beamter der Staatsanwaltschaft,
- Referendar Heinrich Gulatz als Urkundsbeamter der Geschäftsstelle[7]

Eine Woche nach Verhängung seines Todesurteils wurde der 46-Jährige zunächst nach Dresden gebracht. Oskar Löwenstein bemühte sich unter Hinweis auf seine Erfindung zum plastischen Film vergeblich um seine Begnadigung. Am 30. Juni 1943 wurde er nach Prag-Pankratz zurückgebracht. Dort starb Oskar Löwenstein am 1. Juli 1943 durch die Hand des Scharfrichters Alois Weiß unter dem Fallbeil.